# Academia de las Artes y de las Ciencias de Serbia

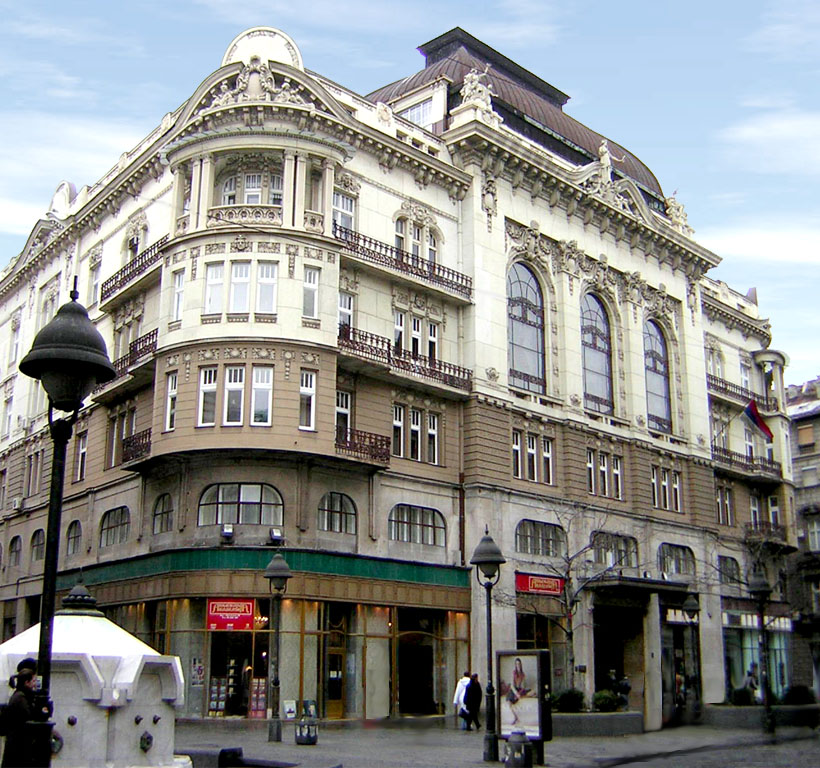
El edificio de la Academia de las Artes y de las Ciencias de Serbia, construido en 1922.

La Academia de las Artes y de las Ciencias de Serbia (en serbio: Српска академија наука и уметности / Srpska Akademija Nauka i Umetnosti; САНУ / SANU) es una prominente institución académica de Serbia. Fue fundada en 1886. Fue fundada por decreto real.
Fueron miembros de la Academia de las Artes y las Ciencias de Serbia personajes destacados como Milutin Milankovic, Ivo Andric, Nikola Tesla, Mihajlo Pupin y Josif Pančić.
Hasta llegar a la Academia actual, su historia se compone de diversas sociedades:
- Društvo srpske slovesnosti (Sociedad de escritores de Serbia) (1841 - 1864)
- Srpsko učeno društvo (Sociedad de científicos y académicos de Serbia) (1864 - 1892)
- Srpska kraljevska akademija (Real Academia de Serbia) (1886 - 1947)

## Lista de presidentes

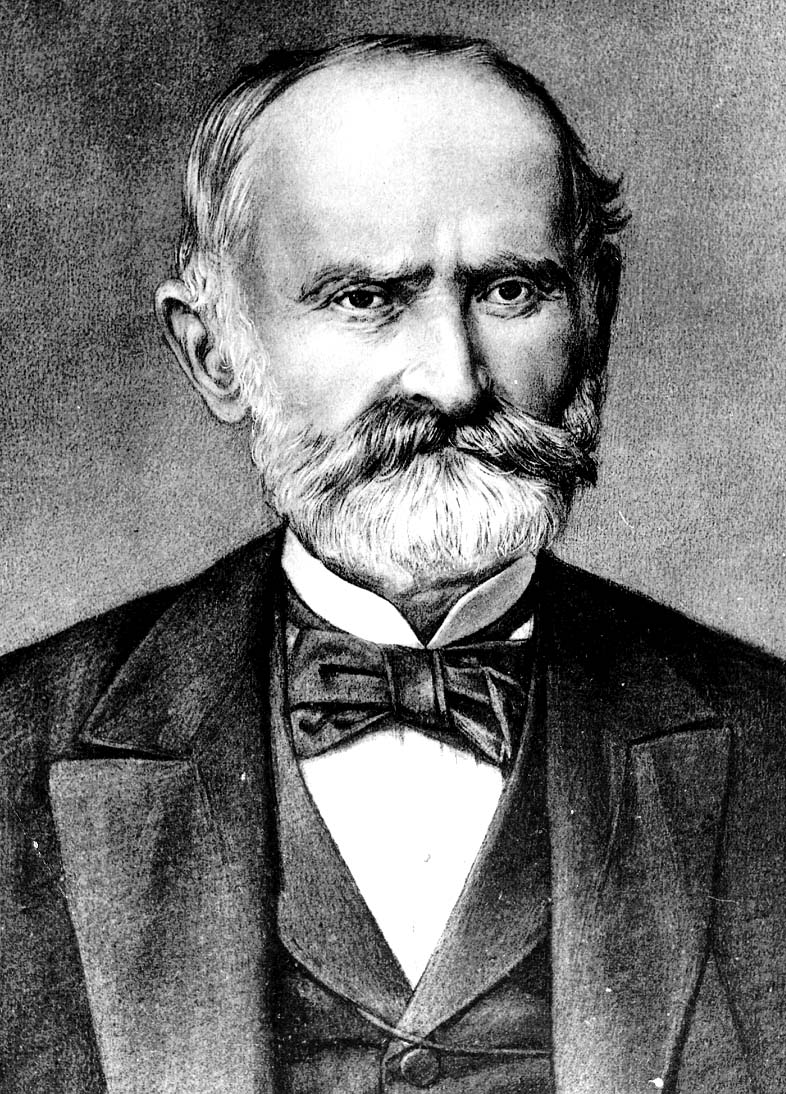
Josif Pančić, primer presidente de la Academia de Ciencias y Artes de Serbia (1887-1888)

| Nombre             | Periodo   |
| ------------------ | --------- |
| Josif Pančić       | 1887–1888 |
| Čedomilj Mijatović | 1888–1889 |
| Dimitrije Nešić    | 1892–1895 |
| Milan Đ. Milićević | 1896–1899 |
| Jovan Ristić       | 1899      |
| Sima Lozanić       | 1899–1900 |
| Jovan Mišković     | 1900–1903 |
| Sima Lozanić       | 1903–1906 |
| Stojan Novaković   | 1906–1915 |
| Jovan Žujović      | 1915–1921 |
| Jovan Cvijić       | 1921–1927 |
| Slobodan Jovanović | 1928–1931 |
| Bogdan Gavrilović  | 1931–1937 |
| Aleksandar Belić   | 1937–1960 |
| Ilija Đuričić      | 1960–1965 |